# Diego de Covarrubias y Leyva
Diego de Covarrubias y Leyva (ur. 25 lipca 1512 w Toledo, zm. 27 września 1577) – hiszpański duchowny katolicki. Minister Filipa II.
Był synem słynnego architekta, Alonso de Covarrubiasa. W 1556 roku został arcybiskupem Santo Domingo, w 1560 – biskupem Ciudad Rodrigo w Hiszpanii. Od 1564 roku tytularny arcybiskup Segowii.